# Semiothisa costanuda
Semiothisa costanuda là một loài bướm đêm trong họ Geometridae.